# 西武台千葉中学校・高等学校
西武台千葉中学校・高等学校（せいぶだいちばちゅうがっこう・こうとうがっこう、英: Seibudai Chiba Junior & Senior High School）は、千葉県野田市尾崎にある、学校法人千葉武陽学園が運営する男女共学の私立中学校・高等学校。

## 概要

### 沿革
- 1986年4月1日 - 武陽学園高等学校として開校（男子校）。
- 1989年1月1日 - 西武台千葉高等学校と校名変更。男子校から男女共学になる。
- 1992年4月1日 - 西武台中学校開校。
- 2008年4月1日 - 学校法人千葉武陽学園を設立し、埼玉県新座市の西武台高等学校と経営を分離、独立した。
- 2012年4月1日 - 西武台中学校を、西武台千葉中学校に校名変更。

## 校歌
- 1986年：校歌完成（校友の歌）。作詞：福原正芳、作曲：秋山紀夫
- 1992年：西武台中学校開校、西武台千葉高等学校創立5周年を機に新校歌完成。旧校歌は校友の歌となる。新校歌の作詞：福原正芳、作曲：荻原賢治（音楽科職員）

## 部活動
- 野球
- サッカー
- 陸上競技
- バレーボール
- バスケットボール
- 硬式テニス
- 軟式テニス
- バドミントン
- 卓球
- ボクシング
- ゴルフ（高校）
- ダンスドリル
- 水泳
- 柔道
- 剣道
- 空手道
- 吹奏楽
- 美術
- 料理
- 書道
- 科学
- ESS
- 邦楽
- ビジュアルアート
- コンピューター
- 演劇
- 落語研究
- 茶道

## 施設・設備
施設
- 校舎（A棟・B棟）
- 第1グランド
- スクールバス停（A棟1F）
- 自習ブース
- 第1体育館
- 第2体育館
- 食堂
- 合宿所
- 陸上全天候型走路
- 武道場
- テニスコート
- 第2グラウンド（テニスコート5面）

設備
- 各教室にエアコンとプロジェクターがついている。

## 著名な卒業生
- ビビる大木（芸人）
- 三浦アキフミ（俳優）
- 佐藤幸治 (ボクサー)
- 塚本洋（野球）
- 植松泰良（野球）
- 福原喜和（サッカー）
- 荒木萌恵（バドミントン）

## アクセス
- 川間駅から徒歩約17分。または北口からバス6分、徒歩20分。スクールバスも出ている。